# Ataullah Guerra
Ataullah Guerra (Laventille, 14 novembre 1987) è un ex calciatore trinidadiano, di ruolo centrocampista.